# Mosquée Bayezid II
 (août 2023).
La  mosquée Bayezid II (turc : Beyazıt Camii) est une mosquée impériale ottomane située sur la place Beyazıt à Istanbul, en Turquie, non loin du Grand bazar et des ruines du forum de Théodose de l'ancienne Constantinople. Elle fut construite par le Sultan ottoman Bayezid II. Il s'agit du second complexe impérial de mosquée érigé à Istanbul après la conquête de Constantinople par les Ottomans.

## Architecture

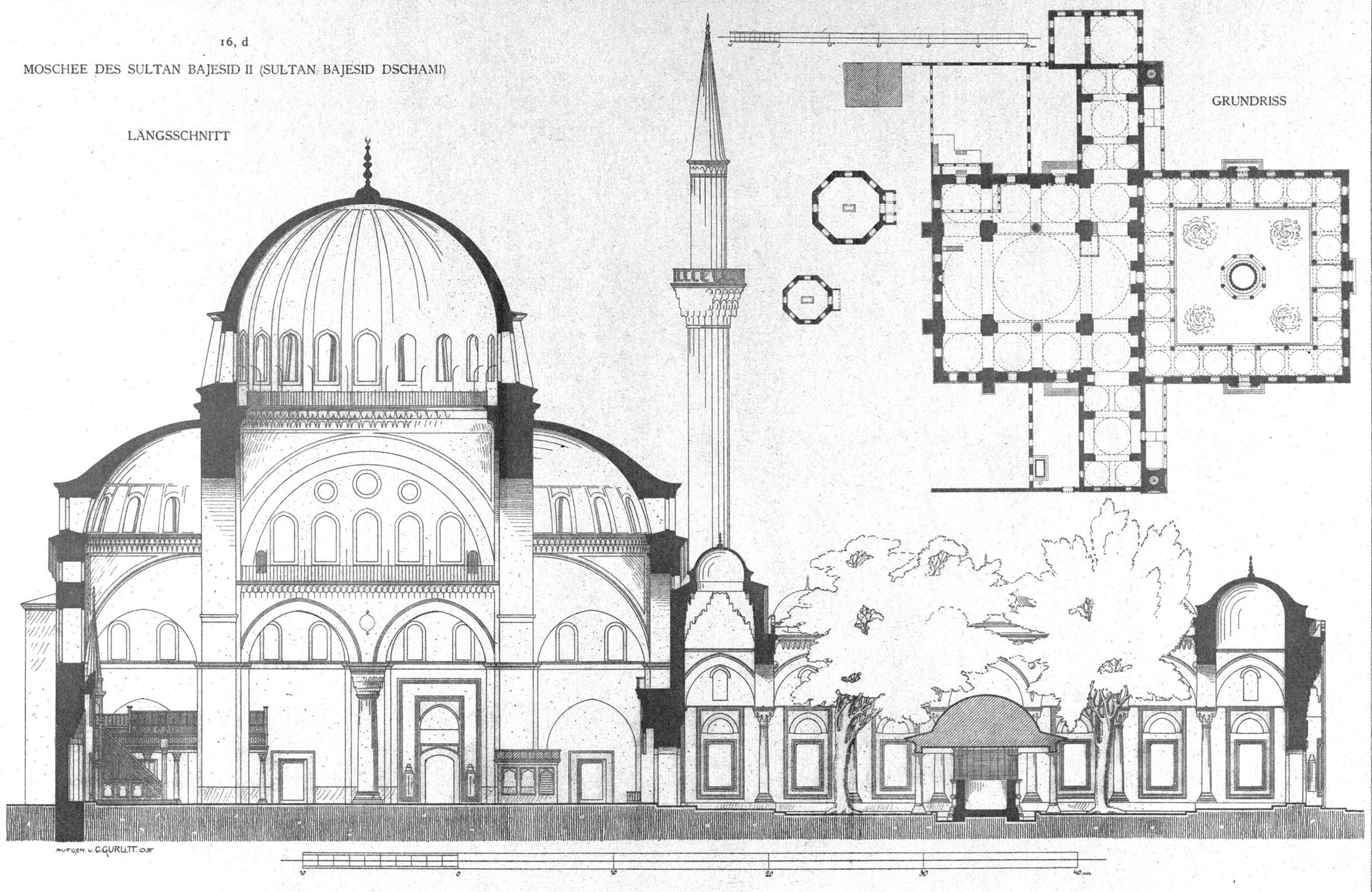
Plan de Mosquée Bayezid II

Après la mosquée Fatih bâtie durant la période de 1463 à 1471, on revient à une coupole plus modeste de seulement 18 mètres de diamètre. Le plan est une coupole à quatre supports flanqués de deux demi-coupoles et de 8 petites coupoles, soit 4 de chaque côté. Le plan réinterprète, pour la première fois dans l’architecture ottomane, le dispositif basilical de Sainte-Sophie. La coupe est élancée, le dôme culmine à 30 mètres du sol. L’élancement est de 1,5 mètres de diamètre environ. Comme à la Mosquée Fatih, le plan basilical permet des prises de lumière dans les grands tympans nord-est et sud-ouest. Cour et mosquée s’inscrivent dans deux carrés. Dévot, Bayézid adjoint deux medersa à sa mosquée. Pour la cour, bien proportionnée, des fûts de colonnes antiques, pris dans les ruines des églises et constructions civiles de la ville de Constantinople, ont été utilisés. Les chapiteaux à stalactites, en revanche, sont des chapiteaux typiquement ottomans. En tant que Mosquée impériale, elle possède deux minarets. Également une cour à portique et un jardin périphérique.

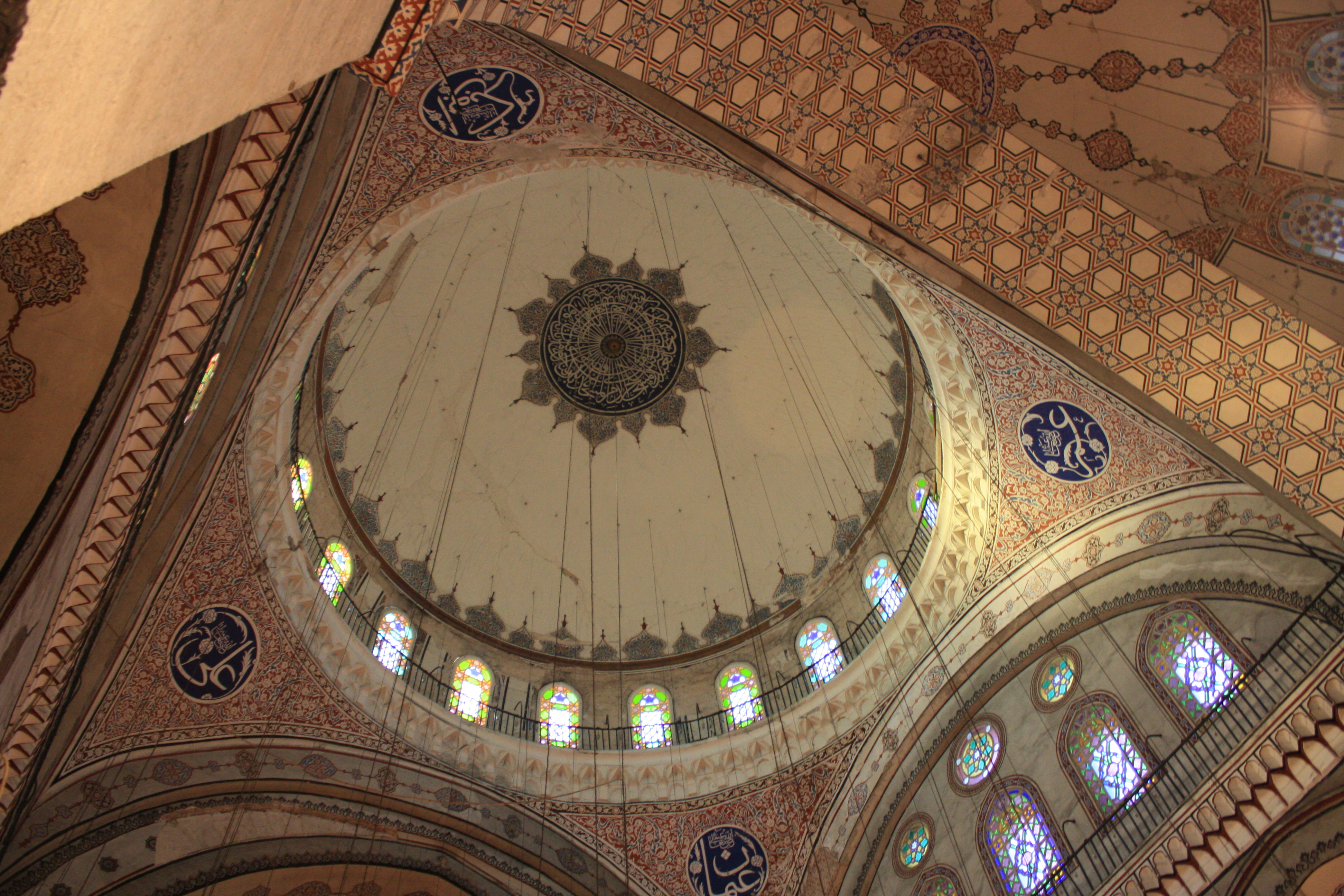
Dôme de la mosquée Bayezid II
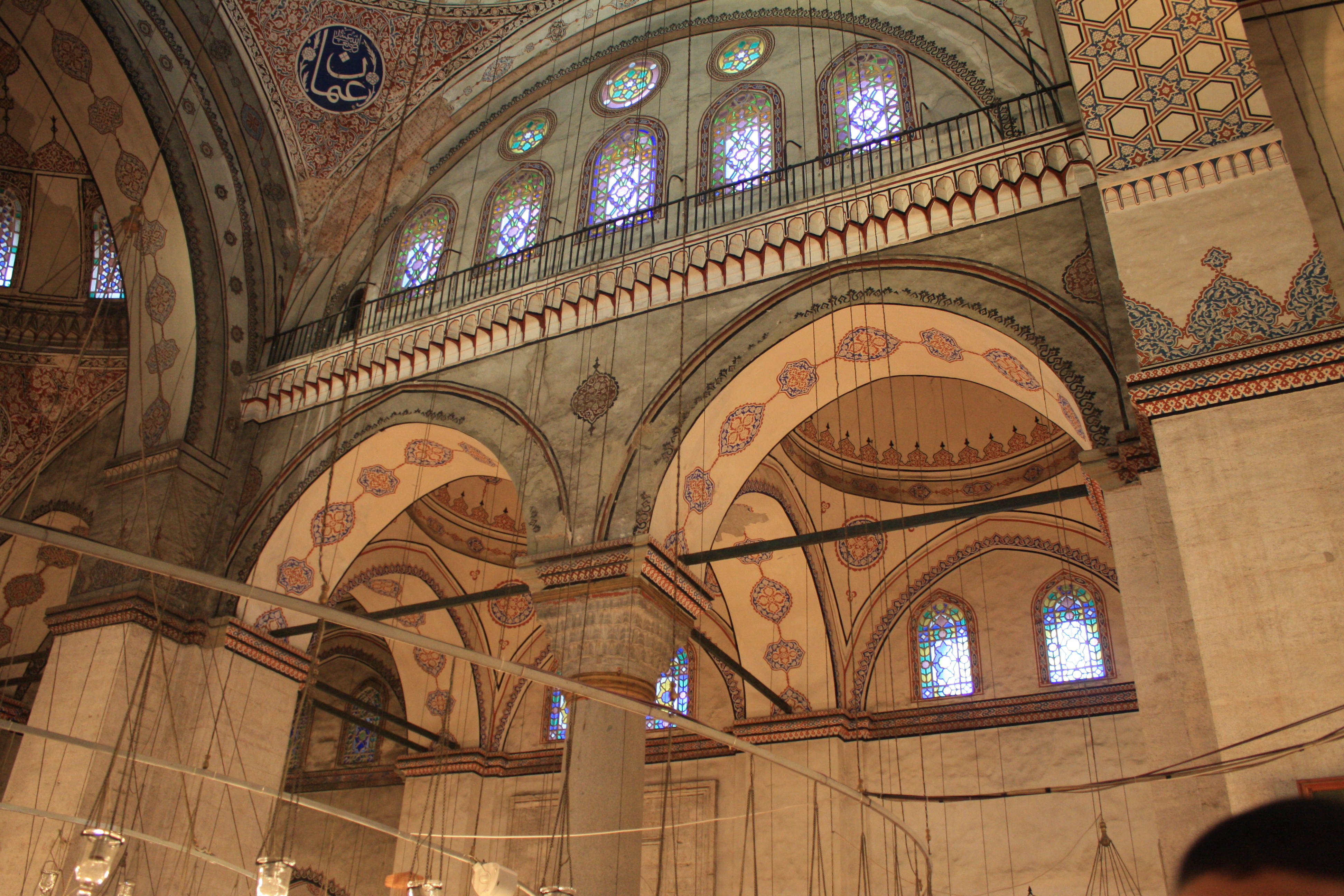
Intérieur de la mosquée
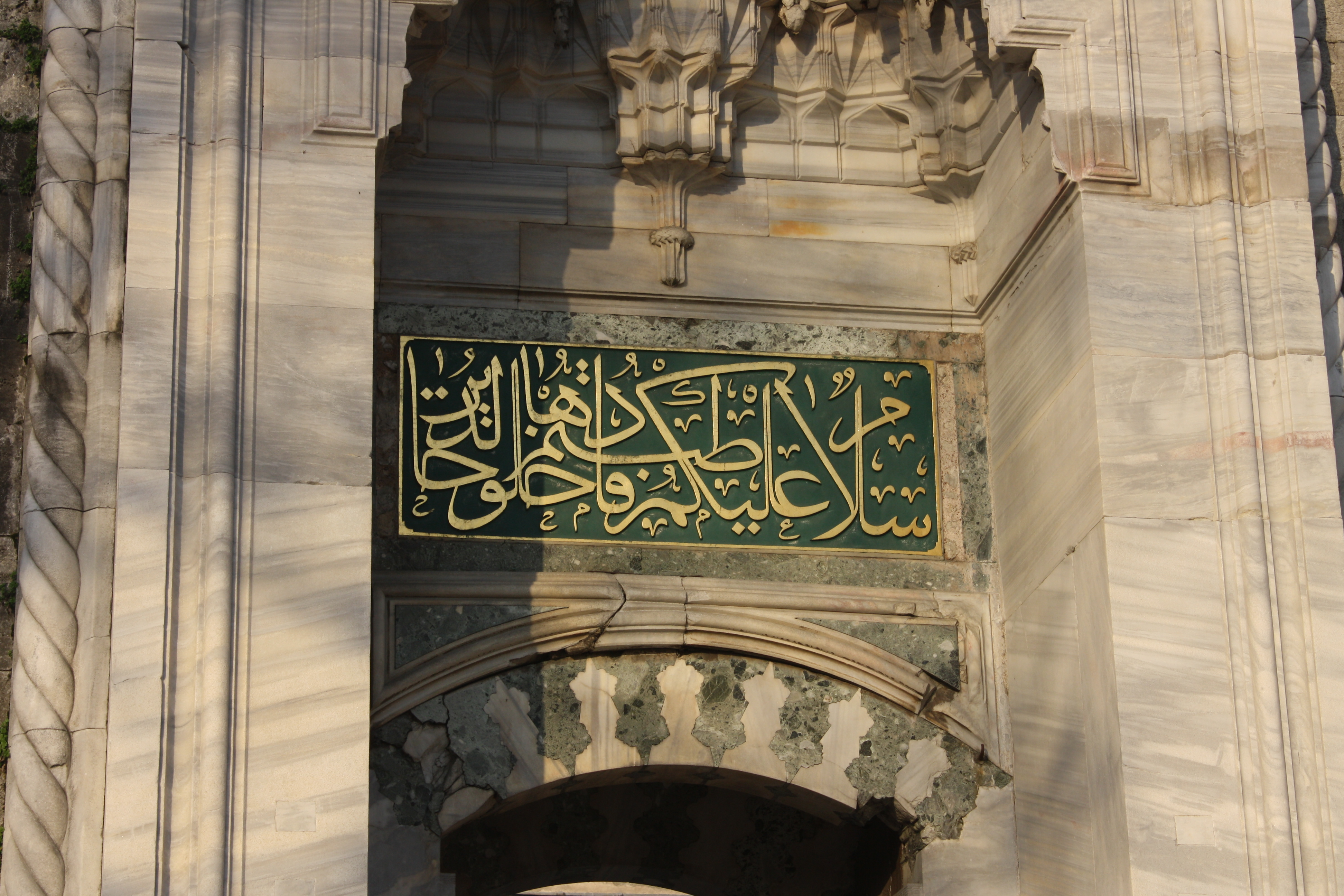
Inscription calligraphique dans la mosquée
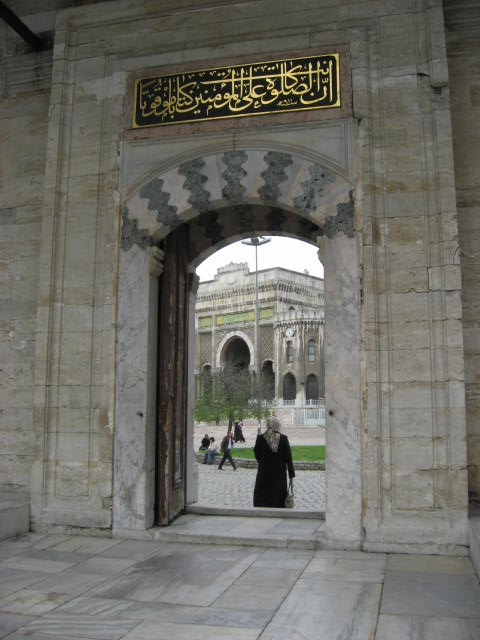
Porte de la mosquée
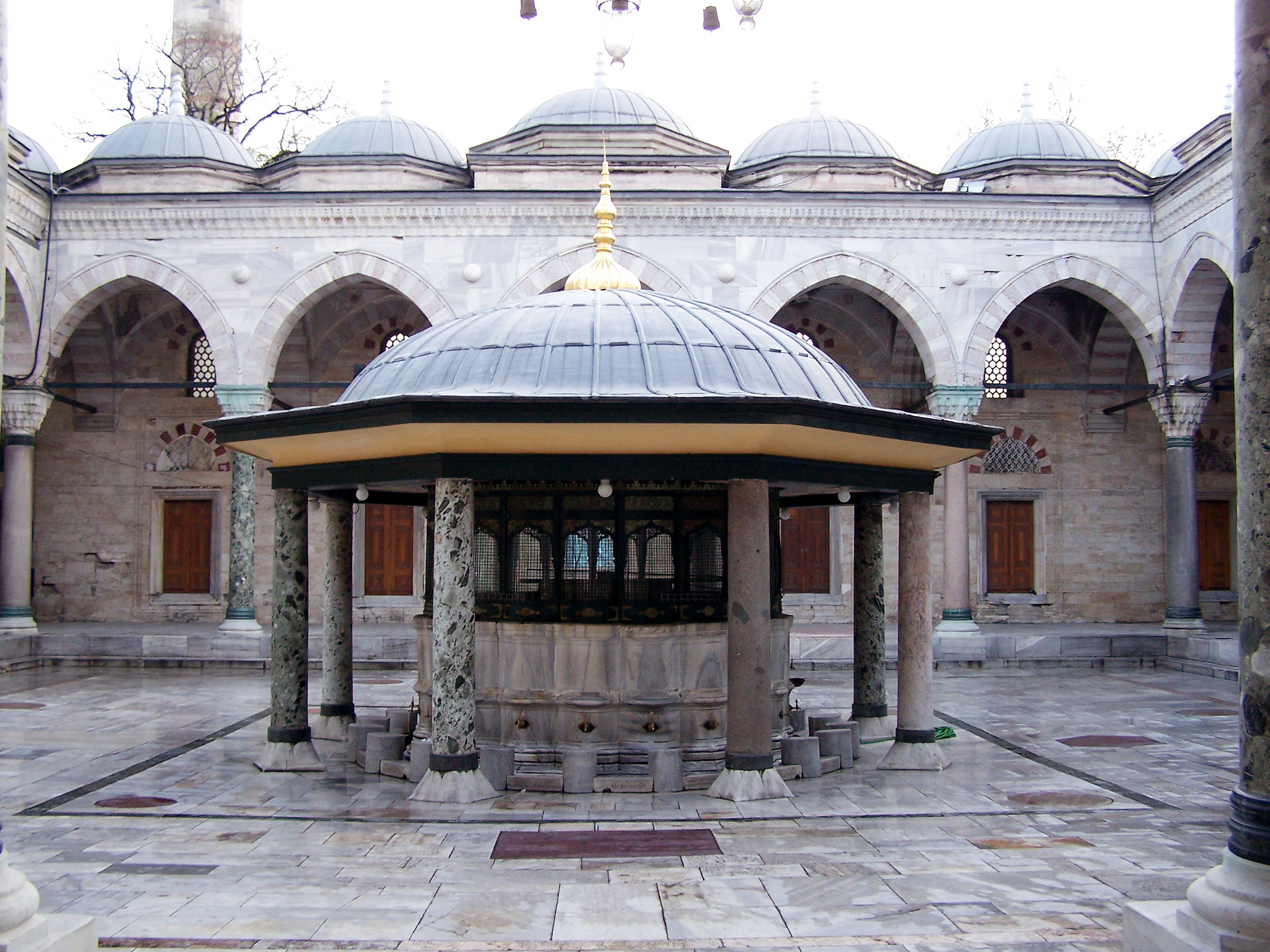
Cour de la mosquée